# Phrurolithus festivus
De Phrurolithus festivus (tên tiếng Anh: bonte fruroliet) là một loài nhện trong họ Phrurolithidae.
Loài này thuộc chi Phrurolithus. Phrurolithus festivus được Carl Ludwig Koch miêu tả năm 1835.